# Grumman XF10F Jaguar
Grumman XF10F Jaguar là một mẫu thử máy bay tiêm kích đề xuất cho Hải quân Hoa Kỳ đầu thập niên 1950.

## Tính năng kỹ chiến thuật (XF10F-1)
Đặc điểm tổng quát
- Tổ lái: 1
- Chiều dài: 55 ft 9.6 in (17,01 m)
- Sải cánh: 

  - Cánh xòe: 50 ft 8 in (15,42 m)
  - Cánh cụp: 36 ft 8 in (11,17 m)
- Chiều cao: 16 ft 3 in (4,95 m)
- Diện tích cánh: 

  - Cánh xòe: 466,9 ft² (43,38 m²)
  - Cánh cụp: 450 ft² (41,8 m²)
- Trọng lượng rỗng: 20.425 lb (9.265 kg)
- Trọng lượng cất cánh tối đa: 35.450 lb (16.080 kg)
- Động cơ: 1 × Westinghouse XJ40-W-8 , 6.800 lbf (30,2 kN)

 Hiệu suất bay 
- Vận tốc cực đại: 710 mph (620 kn, 1,100 km/h)
- Tầm bay: 1.670 mi (1.450 nmi, 2.670 km)
- Lực đẩy/trọng lượng: 0,19